# 王珪 (合肥)
王珪（14世纪？—1392年），庐州合肥人，元朝末年明朝初年军事人物。
王珪年少时慷慨有大志，做过元朝淮西廉访司的隶卒，元末民变时，他募集乡民守卫庐州，自称万户。朱元璋攻取和州（今安徽省和县）之后，王珪率领部众来归。跟随朱元璋渡长江，攻克太平府，朱元璋让他担任万户来守卫。明朝建立后，官至左军都督府都督佥事。